# Liste der Monuments historiques in Bailly-Romainvilliers
Die Liste der Monuments historiques in Bailly-Romainvilliers führt die Monuments historiques in der französischen Gemeinde Bailly-Romainvilliers auf.

## Liste der Objekte
| Bezeichnung                  | Beschreibung | Standort                                     | Kennzeichnung | Schutzstatus | Datum | Bild |
| ---------------------------- | --- | -------------------------------------------- | ------------- | ------------ | ----- | ---- |
| Hauptaltar                   | Altar mit Tabernakel, Retabel, und Gemälde Heilige Familie und Johannes der Täufer; Altar: Holz, farbig gefasst, 18. und 19. Jahrhundert; Gemälde: Öl auf Leinwand, 1859 | in der Kirche Assomption-de-la-Vierge (Lage) | PM77004748    | Inscrit      | 1994  |      |
| Statuette Madonna mit Kind   | aufsetzbares Oberteil einer Prozessionsstange; Holz, vergoldet, 19. Jahrhundert                                                                                          | in der Kirche Assomption-de-la-Vierge (Lage) | PM77002575    | Inscrit      | 1977  |      |
| Kruzifix                     | Holz, farbig gefasst, 19. Jahrhundert | in der Kirche Assomption-de-la-Vierge (Lage) | PM77002572    | Inscrit      | 1977  |      |
| Epitaph für Hardouin Foucher | Stein, 1641 | in der Kirche Assomption-de-la-Vierge (Lage) | PM77003461    | Inscrit      | 1980  |      |
| Taufbecken                   | mit Abdeckung; Gusseisen, 19. Jahrhundert | in der Kirche Assomption-de-la-Vierge (Lage) | PM77002573    | Inscrit      | 1977  |      |
| Kerzenständer                | Kupfer, 19. Jahrhundert | in der Kirche Assomption-de-la-Vierge (Lage) | PM77002574    | Inscrit      | 1977  |      |
| Glocke An II                 | Bronze, An II (= 1793 oder 1794) | in der Kirche Assomption-de-la-Vierge (Lage) | PM77000044    | Classé       | 1942  |      |
| Glocke                       | Bronze, 1667 | in der Kirche Assomption-de-la-Vierge (Lage) | PM77000043    | Classé       | 1942  |      |